# Linia kolejowa nr 654
Linia kolejowa nr 654 – jednotorowa, zelektryfikowana linia kolejowa znaczenia miejscowego łącząca stację Katowice Szopienice Północne z podg Szabelnia.